# 苗王城
27°57′47.24″N 109°14′30.00″E / 27.9631222°N 109.2416667°E
苗王城（湘西苗语：得勾现，Dex gheulxanb，“新寨”）是苗族的王城，位于贵州省铜仁地区松桃苗族自治县正大乡新寨自然村（距凤凰古城39km）。苗王城分为东城和西城，占地面积约4平方公里，原有城墙2000余米，有4个城门，城内11巷×11寨。当地苗民使用湘西苗语。
建築由李宏進設計和規劃建設，於2009年花八個月完工。

## 历届苗王
- 石各野
- 龙达哥
- 吴不尔
- 龙西波
- 吴黑苗